# Liste der Kulturgüter in Laupen
Die Liste der Kulturgüter in Laupen enthält alle Objekte in der Gemeinde Laupen im Kanton Bern, die gemäss der Haager Konvention zum Schutz von Kulturgut bei bewaffneten Konflikten, dem Bundesgesetz vom 20. Juni 2014 über den Schutz der Kulturgüter bei bewaffneten Konflikten sowie der Verordnung vom 29. Oktober 2014 über den Schutz der Kulturgüter bei bewaffneten Konflikten unter Schutz stehen.
Objekte der Kategorien A und B sind vollständig in der Liste enthalten, Objekte der Kategorie C fehlen zurzeit (Stand: 11. März 2024). Unter übrige Baudenkmäler sind geschützte Objekte zu finden, die im Bauinventar des Kantons Bern als «schützenswert» verzeichnet sind.

## Kulturgüter
| Foto |                                                                        | Objekt                                      | Kat. | Typ | Standort                             | Beschreibung |
| ---- | ---------------------------------------------------------------------- | ------------------------------------------- | ---- | --- | ------------------------------------ | --- |
| ja   | Datei hochladen · Wikidata zu Schloss Laupen (Q2242088)                | Schloss KGS-Nr.: 01023                      | A    | G   | Schloss 1, 1a, N.N.1 584996 / 194584 | Zwischen dem 12. und 17. Jahrhundert in mehreren Etappen erbautes Schloss, ab 1324 Sitz des Landvogtes und später der Bezirksbehörden. Auf einem Sandsteinsporn hoch über der Sense stehende Anlage mit keilförmigem, 130×40 m grossem Grundriss. Von der Ringmauer sind die Süd-, West- und Nordseite weitgehend intakt, während der Turm und die Ostseite nur noch als Sockel bestehen. Wertvollster Teil ist der an die Ringmauer angefügte Palas, dessen drei spitzbogenförmige Doppelfenster den wuchtigen Rittersaal belichten. |
| ja   | Datei hochladen · Wikidata zu Freienhof mit alter Kaplanei (Q29673000) | Freienhof mit alter Kaplanei KGS-Nr.: 01025 | B    | G   | Freienhof 1, 2 584920 / 194625       | Wahrscheinlich im 14. Jahrhundert erbautes zweigeschossiges Gebäude mit geknickten Halbwalmdach und Giebellaube aus dem 18. Jahrhundert. Eine durch zwei traufseitige Mauerabschnitte mit Sandsteineckpfeilern eingefasste Fachwerkfassade bildet die Hauptfront. In beiden Geschossen sind Reihenfenster mit durchgehenden Fensterbänken zu finden. |
| ja   | Datei hochladen · Wikidata zu Stadtbefestigung Laupen (Q29673017)      | Stadtbefestigung KGS-Nr.: 09917             | B    | G   | 584800 / 194650                      | Erhalten gebliebene Abschnitte der Stadtbefestigung mit Teilen der Ringmauer, dem Freiburgertor, dem Berntor und dem Murtentor. |

## Übrige Baudenkmäler
Hinweis: Anstelle der KGS-Nummer wird als Objekt-Identifikator (ID) die Grundstücksnummer verwendet.
| ID       | Foto | | Objekt                                                         | Typ | Standort                               | Beschreibung                                                                             |
| -------- | ---- | --- | -------------------------------------------------------------- | --- | -------------------------------------- | ---------------------------------------------------------------------------------------- |
| 2        | ja   | Datei hochladen · Wikidata zu Pfarrhaus (1560) (Q130688155)                                               | Pfarrhaus (1560)                                               | G   | Marktgasse 23 584900 / 194674          |                                                                                          |
| 5        | ja   | Datei hochladen · Wikidata zu Wohnhaus (um 1850) (Q130688156)                                             | Wohnhaus (um 1850)                                             | G   | Neueneggstrasse 7 584905 / 194554      |                                                                                          |
| 33       | ja   | Datei hochladen · Wikidata zu Gemeindehaus (1845) (Q124816576)                                            | Gemeindehaus (1845)                                            | G   | Neuengasse 4 584783 / 194611           |                                                                                          |
| 33       | ja   | Datei hochladen · Wikidata zu Achetringelerbrunnen (1952) (Q130688159)                                    | Achetringelerbrunnen (1952)                                    | K   | Neuengasse N.N. 584799 / 194623        | Oktogonales Brunnenbecken aus Kalkstein mit Stock und Brunnen-Statue von Gustave Piguet. |
| 80       | ja   | Datei hochladen · Wikidata zu Reformierte Kirche (1734–1736) (Q55412429)                                  | Reformierte Kirche (1734–1736)                                 | G   | Läubliplatz 16 584929 / 194668         |                                                                                          |
| 83       | BW   | Datei hochladen · Wikidata zu Brunnen (1869) (Q130688160)                                                 | Brunnen (1869)                                                 | K   | Neueneggstrasse N.N. 585036 / 194492   |                                                                                          |
| 103      | ja   | Datei hochladen · Wikidata zu Gasthof Löwen (1865) (Q130688161)                                           | Gasthof Löwen (1865)                                           | G   | Neuengasse 7 584851 / 194587           |                                                                                          |
| 108      | ja   | Datei hochladen · Wikidata zu Ehemalige Bleiche (2. Hälfte 18. Jh.) (Q130688163)                          | Ehemalige Bleiche (2. Hälfte 18. Jh.)                          | G   | Bleikeweg 4 584660 / 194140            |                                                                                          |
| 110      | ja   | Datei hochladen · Wikidata zu Ehemaliges Rathaus (1759) (Q130688166)                                      | Ehemaliges Rathaus (1759)                                      | G   | Marktgasse 21 584893 / 194676          |                                                                                          |
| 111      | ja   | Datei hochladen · Wikidata zu Wohnhaus (1671) (Q130688167)                                                | Wohnhaus (1671)                                                | G   | Kreuzplatz 1 584879 / 194628           |                                                                                          |
| 116      | ja   | Datei hochladen · Wikidata zu Ehemalige Amtsschaffnerei (1823) (Q130688170)                               | Ehemalige Amtsschaffnerei (1823)                               | G   | Grabenweg 10 584881 / 194700           |                                                                                          |
| 116      | ja   | Datei hochladen · Wikidata zu Alte Post (1812) (Q130688181)                                               | Alte Post (1812)                                               | G   | Marktgasse 19 584887 / 194674          |                                                                                          |
| 121      | ja   | Datei hochladen · Wikidata zu Balmer- oder Burgerhaus (1522) (Q130688184)                                 | Balmer- oder Burgerhaus (1522)                                 | G   | Kreuzplatz 5 584890 / 194611           |                                                                                          |
| 123      | ja   | Datei hochladen · Wikidata zu Wohnhaus mit Werkstatt (Mitte 19. Jh.) (Q130688185)                         | Wohnhaus mit Werkstatt (Mitte 19. Jh.)                         | G   | Murtenstrasse 3 584705 / 194761        |                                                                                          |
| 129      | ja   | Datei hochladen · Wikidata zu Wohnhaus (1. Hälfte 19. Jh.) (Q130688186)                                   | Wohnhaus (1. Hälfte 19. Jh.)                                   | G   | Neueneggstrasse 5 584894 / 194556      |                                                                                          |
| 136      | ja   | Datei hochladen · Wikidata zu Villa Freiburghaus (1904) (Q130688190)                                      | Villa Freiburghaus (1904)                                      | G   | Neueneggstrasse 2 584883 / 194538      |                                                                                          |
| 144      | ja   | Datei hochladen · Wikidata zu Ehemaliges Zollhaus (1743–1745) (Q130688191)                                | Ehemaliges Zollhaus (1743–1745)                                | G   | Saanebrücke 1 584465 / 195798          |                                                                                          |
| 154      | ja   | Datei hochladen · Wikidata zu Wohnhaus (1707) (Q130688194)                                                | Wohnhaus (1707)                                                | G   | Kreuzplatz 3 584886 / 194622           |                                                                                          |
| 159      | ja   | Datei hochladen · Wikidata zu Gasthof Sternen (1866) (Q130688196)                                         | Gasthof Sternen (1866)                                         | G   | Neuengasse 5 584837 / 194602           |                                                                                          |
| 159      | ja   | Datei hochladen · Wikidata zu Saalanbau zum Gasthof Sternen (1923–1925) (Q130688199)                      | Saalanbau zum Gasthof Sternen (1923–1925)                      | G   | Neuengasse 5a 584833 / 194615          |                                                                                          |
| 160      | ja   | Datei hochladen · Wikidata zu Wohn- und Geschäftshaus (ca. 1730) (Q130688213)                             | Wohn- und Geschäftshaus (um 1730)                              | G   | Marktgasse 1 584823 / 194663           |                                                                                          |
| 163; 785 | ja   | Datei hochladen · Wikidata zu Villa (1918/19) (Q130688214)                                                | Villa (1918/19)                                                | G   | Neueneggstrasse 11, 13 585078 / 194560 |                                                                                          |
| 173      | ja   | Datei hochladen · Wikidata zu Wohn- und Geschäftshaus (1849) (Q130688215)                                 | Wohn- und Geschäftshaus (1849)                                 | G   | Bärenplatz 11 584743 / 194743          |                                                                                          |
| 173      | ja   | Datei hochladen · Wikidata zu Ehemaliges Bauernhaus (2. Hälfte 19. Jh.) (Q130688218)                      | Ehemaliges Bauernhaus (2. Hälfte 19. Jh.)                      | G   | Murtenstrasse 1 584721 / 194753        |                                                                                          |
| 177      | ja   | Datei hochladen · Wikidata zu Wohnhaus mit Ökonomieteil (um 1840) (Q130688219)                            | Wohnhaus mit Ökonomieteil (um 1840)                            | G   | Murtenstrasse 11 584652 / 194786       |                                                                                          |
| 178      | ja   | Datei hochladen · Wikidata zu Wohn- und Geschäftshaus (um 1800) (Q130688222)                              | Wohn- und Geschäftshaus (um 1800)                              | G   | Beim Tor 2 584874 / 194575             |                                                                                          |
| 179      | ja   | Datei hochladen · Wikidata zu Wohn- und Geschäftshaus (um 1730) (Q130688224)                              | Wohn- und Geschäftshaus (um 1730)                              | G   | Marktgasse 11 584861 / 194670          |                                                                                          |
| 180      | ja   | Datei hochladen · Wikidata zu Wohn- und Geschäftshaus (um 1860) (Q130688226)                              | Wohn- und Geschäftshaus (um 1860)                              | G   | Bärenplatz 3 584782 / 194665           |                                                                                          |
| 186      | ja   | Datei hochladen · Wikidata zu Wohnhaus (1740) (Q130688227)                                                | Wohnhaus (1740)                                                | G   | Kreuzplatz 4 584865 / 194626           |                                                                                          |
| 187      | ja   | Datei hochladen · Wikidata zu Wohn- und Geschäftshaus der Konsumgenossenschaft Laupen (1914) (Q130688242) | Wohn- und Geschäftshaus der Konsumgenossenschaft Laupen (1914) | G   | Bahnhofstrasse 3 584754 / 194628       |                                                                                          |
| 192      | ja   | Datei hochladen · Wikidata zu Wohnhaus (spätes 18. Jh.) (Q130688243)                                      | Wohnhaus (spätes 18. Jh.)                                      | G   | Marktgasse 6 584829 / 194649           |                                                                                          |
| 194      | ja   | Datei hochladen · Wikidata zu Wohnhaus (um 1800) (Q130688244)                                             | Wohnhaus (um 1800)                                             | G   | Beim Tor 4 584877 / 194582             |                                                                                          |
| 195      | ja   | Datei hochladen · Wikidata zu Wohn- und Geschäftshaus (um 1850) (Q130688248)                              | Wohn- und Geschäftshaus (um 1850)                              | G   | Neuengasse 2 584794 / 194635           |                                                                                          |
| 196      | ja   | Datei hochladen · Wikidata zu Wohnhaus (1710) (Q130688249)                                                | Wohnhaus (1710)                                                | G   | Marktgasse 14 584853 / 194650          |                                                                                          |
| 199      | BW   | Datei hochladen · Wikidata zu Alte Kaplanei (15./16. Jh.) (Q130688250)                                    | Alte Kaplanei (15./16. Jh.)                                    | G   | Freienhof 2 584934 / 194616            |                                                                                          |
| 200      | ja   | Datei hochladen · Wikidata zu Wohn- und Praxishaus (1897) (Q130688253)                                    | Wohn- und Praxishaus (1897)                                    | G   | Bösingenstrasse 16 584733 / 194297     |                                                                                          |
| 218      | ja   | Datei hochladen · Wikidata zu Wohnhaus (1611) (Q130688254)                                                | Wohnhaus (1611)                                                | G   | Läubliplatz 12 584904 / 194652         |                                                                                          |
| 219      | ja   | Datei hochladen · Wikidata zu Wohnhaus mit Geschäft (um 1850) (Q130688257)                                | Wohnhaus mit Geschäft (um 1850)                                | G   | Neuengasse 10 584820 / 194595          |                                                                                          |
| 228      | ja   | Datei hochladen · Wikidata zu Wohnhaus (1540) (Q130688269)                                                | Wohnhaus (1540)                                                | G   | Kreuzplatz 7 584883 / 194604           |                                                                                          |
| 229      | ja   | Datei hochladen · Wikidata zu Wohn- und Geschäftshaus (1850) (Q130688272)                                 | Wohn- und Geschäftshaus (1850)                                 | G   | Neuengasse 1 584807 / 194642           |                                                                                          |
| 234      | ja   | Datei hochladen · Wikidata zu Wohn- und Geschäftshaus (um 1895) (Q130688273)                              | Wohn- und Geschäftshaus (um 1895)                              | G   | Marktgasse 7 584841 / 194666           |                                                                                          |
| 242      | BW   | Datei hochladen · Wikidata zu Bauernhaus (1899) (Q130688274)                                              | Bauernhaus (1899)                                              | G   | Mühle 1 585094 / 195525                |                                                                                          |
| 246      | ja   | Datei hochladen · Wikidata zu Wohnhaus (18. Jh.) (Q130688277)                                             | Wohnhaus (18. Jh.)                                             | G   | Kirchgässli 1 584894 / 194623          |                                                                                          |
| 249      | ja   | Datei hochladen · Wikidata zu Wohnhaus (1870) (Q130688278)                                                | Wohnhaus (1870)                                                | G   | Marktgasse 13 584868 / 194672          |                                                                                          |
| 250      | ja   | Datei hochladen · Wikidata zu Wohn- und Geschäftshaus (1870) (Q130688280)                                 | Wohn- und Geschäftshaus (1870)                                 | G   | Kreuzplatz 2 584867 / 194633           |                                                                                          |
| 251      | ja   | Datei hochladen · Wikidata zu Wohnhaus (um 1910) (Q130688281)                                             | Wohnhaus (um 1910)                                             | G   | Bösingenstrasse 14 584754 / 194335     |                                                                                          |
| 252      | ja   | Datei hochladen · Wikidata zu Wohnhaus mit Laden (um 1840) (Q130688285)                                   | Wohnhaus mit Laden (um 1840)                                   | G   | Neuengasse 8 584811 / 194605           |                                                                                          |
| 257      | ja   | Datei hochladen · Wikidata zu Wohn- und Geschäftshaus (1913) (Q130688290)                                 | Wohn- und Geschäftshaus (1913)                                 | G   | Bärenplatz 1 584787 / 194652           |                                                                                          |
| 268      | ja   | Datei hochladen · Wikidata zu Kartonagenfabrik (1900) (Q130688291)                                        | Kartonagenfabrik (1900)                                        | G   | Krautgasse 10 584864 / 194737          |                                                                                          |
| 270      | ja   | Datei hochladen · Wikidata zu Ehemaliger Gasthof Kreuz (1. Hälfte 18. Jh.) (Q130688294)                   | Ehemaliger Gasthof Kreuz (1. Hälfte 18. Jh.)                   | G   | Kreuzplatz 6 584864 / 194620           |                                                                                          |
| 271      | ja   | Datei hochladen · Wikidata zu Wohnhaus (1944/45) (Q130688295)                                             | Wohnhaus (1944/45)                                             | G   | Läubliplatz 14 584908 / 194658         |                                                                                          |
| 275      | ja   | Datei hochladen · Wikidata zu Ehemaliges Wachthaus zum Murtentor (1634) (Q130688298)                      | Ehemaliges Wachthaus zum Murtentor (1634)                      | G   | Marktgasse 4 584824 / 194649           |                                                                                          |
| 277      | BW   | Datei hochladen · Wikidata zu Wohnhaus (16./17. Jh.) (Q130688299)                                         | Wohnhaus (16./17. Jh.)                                         | G   | Marktgasse 16 584858 / 194650          |                                                                                          |
| 283      | ja   | Datei hochladen · Wikidata zu Restaurant Hirschen (1809) (Q130688302)                                     | Restaurant Hirschen (1809)                                     | G   | Marktgasse 9 584852 / 194667           |                                                                                          |
| 286      | ja   | Datei hochladen · Wikidata zu Wohnhaus (1578) (Q130688303)                                                | Wohnhaus (1578)                                                | G   | Marktgasse 18 584865 / 194648          |                                                                                          |
| 290      | BW   | Datei hochladen · Wikidata zu Villa Waldheim (1910) (Q130688304)                                          | Villa Waldheim (1910)                                          | G   | Grabenweg 9 584926 / 194731            |                                                                                          |
| 292      | ja   | Datei hochladen · Wikidata zu Wohnhaus (1734) (Q130688319)                                                | Wohnhaus (1734)                                                | G   | Marktgasse 8 584834 / 194648           |                                                                                          |
| 293      | ja   | Datei hochladen · Wikidata zu Wohnhaus (1840) (Q130688322)                                                | Wohnhaus (1840)                                                | G   | Bärenplatz 8 584789 / 194733           |                                                                                          |
| 300      | ja   | Datei hochladen · Wikidata zu Bauernhaus (1852) (Q130688323)                                              | Bauernhaus (1852)                                              | G   | Mühlestrasse 8 584750 / 194872         |                                                                                          |
| 314      | ja   | Datei hochladen · Wikidata zu Wohn- und Geschäftshaus (1. Hälfte 19. Jh.) (Q130688327)                    | Wohn- und Geschäftshaus (1. Hälfte 19. Jh.)                    | G   | Neueneggstrasse 3 584883 / 194563      |                                                                                          |
| 316      | ja   | Datei hochladen · Wikidata zu Biskuitfabrik Ritz AG (1895–1910) (Q130688328)                              | Biskuitfabrik Ritz AG (1895–1910)                              | G   | Bösingenstrasse 13 584787 / 194322     |                                                                                          |
| 332      | ja   | Datei hochladen · Wikidata zu Alte Gerberei (1842) (Q130688330)                                           | Alte Gerberei (1842)                                           | G   | Bärenplatz 7 584758 / 194721           |                                                                                          |
| 335      | ja   | Datei hochladen · Wikidata zu Wohnhaus mit Laden (ca. 1840) (Q130688331)                                  | Wohnhaus mit Laden (um 1840)                                   | G   | Neuengasse 16 584849 / 194565          |                                                                                          |
| 354      | ja   | Datei hochladen · Wikidata zu Wohnhaus (1860) (Q130688332)                                                | Wohnhaus (1860)                                                | G   | Krautgasse 2 584808 / 194722           |                                                                                          |
| 367      | ja   | Datei hochladen · Wikidata zu Wohnhaus (um 1730) (Q130688335)                                             | Wohnhaus (um 1730)                                             | G   | Marktgasse 3 584829 / 194664           |                                                                                          |
| 370      | ja   | Datei hochladen · Wikidata zu Villa Weber (1922) (Q130688349)                                             | Villa Weber (1922)                                             | G   | Moosgärtenweg 10 584622 / 194442       |                                                                                          |
| 370      | BW   | Datei hochladen · Wikidata zu Nebengebäude zur Villa Weber (1922) (Q130688350)                            | Nebengebäude zur Villa Weber (1922)                            | G   | Moosgärtenweg 10a 584605 / 194458      |                                                                                          |
| 370      | BW   | Datei hochladen · Wikidata zu Gartenpavillon (1922) (Q130688353)                                          | Gartenpavillon (1922)                                          | G   | Moosgärtenweg N.N. 584603 / 194445     |                                                                                          |
| 372      | ja   | Datei hochladen · Wikidata zu Wohnhaus (1843) (Q130688354)                                                | Wohnhaus (1843)                                                | G   | Murtenstrasse 13 584640 / 194792       |                                                                                          |
| 382      | ja   | Datei hochladen · Wikidata zu Gasthof Bären (1857) (Q130688357)                                           | Gasthof Bären (1857)                                           | G   | Bärenplatz 5 584775 / 194699           |                                                                                          |
| 386      | ja   | Datei hochladen · Wikidata zu Wohn- und Geschäftshaus (1902) (Q130688358)                                 | Wohn- und Geschäftshaus (1902)                                 | G   | Marktgasse 15 584874 / 194672          |                                                                                          |
| 387      | ja   | Datei hochladen · Wikidata zu Wohnhaus (1974) (Q130688361)                                                | Wohnhaus (1974)                                                | G   | Läubliplatz 6 584893 / 194641          |                                                                                          |
| 387      | ja   | Datei hochladen · Wikidata zu Städtlibrunnen (1738) (Q130688363)                                          | Städtlibrunnen (1738)                                          | K   | Läubliplatz N.N. 584868 / 194664       |                                                                                          |
| 390      | ja   | Datei hochladen · Wikidata zu Primarschulhaus (1932–1934) (Q130688364)                                    | Primarschulhaus (1932–1934)                                    | G   | Mühlestrasse 28 584924 / 195161        |                                                                                          |
| 390      | ja   | Datei hochladen · Wikidata zu Turnhalle zum Primarschulhaus (1934) (Q130688376)                           | Turnhalle zum Primarschulhaus (1934)                           | G   | Mühlestrasse 28a 584905 / 195208       |                                                                                          |
| 390      | ja   | Datei hochladen · Wikidata zu Riklibrunnen (1934) (Q130688378)                                            | Riklibrunnen (1934)                                            | K   | Mühlestrasse N.N.2 584908 / 195190     |                                                                                          |
| 395      | ja   | Datei hochladen · Wikidata zu Wohnhaus mit Schmiede (1912) (Q130688380)                                   | Wohnhaus mit Schmiede (1912)                                   | G   | Mühlestrasse 5 584709 / 194867         |                                                                                          |
| 407      | ja   | Datei hochladen · Wikidata zu Wohnhaus (um 1600) (Q130688383)                                             | Wohnhaus (um 1600)                                             | G   | Läubliplatz 8 584896 / 194645          |                                                                                          |
| 417      | ja   | Datei hochladen · Wikidata zu Bauernhaus (1851) (Q130688384)                                              | Bauernhaus (1851)                                              | G   | Mühlestrasse 6 584738 / 194839         |                                                                                          |
| 421      | ja   | Datei hochladen · Wikidata zu Wohnhaus (17. Jh.) (Q130688387)                                             | Wohnhaus (17. Jh.)                                             | G   | Läubliplatz 4 584889 / 194638          |                                                                                          |
| 422; 423 | ja   | Datei hochladen · Wikidata zu Wohn- und Geschäftshaus (1912) (Q130688388)                                 | Wohn- und Geschäftshaus (1912)                                 | G   | Marktgasse 10–12 584848 / 194650       |                                                                                          |
| 424      | ja   | Datei hochladen · Wikidata zu Wohn- und Geschäftshaus (16. Jh.) (Q130688391)                              | Wohn- und Geschäftshaus (16. Jh.)                              | G   | Marktgasse 17 584881 / 194673          |                                                                                          |
| 428      | ja   | Datei hochladen · Wikidata zu Wohnhaus (2. Hälfte 18. Jh.) (Q130688392)                                   | Wohnhaus (2. Hälfte 18. Jh.)                                   | G   | Läubliplatz 2 584881 / 194636          |                                                                                          |
| 431      | ja   | Datei hochladen · Wikidata zu Wohnhaus (ca. 1800) (Q130688406)                                            | Wohnhaus (um 1800)                                             | G   | Neueneggstrasse 1 584873 / 194568      |                                                                                          |
| 434      | ja   | Datei hochladen · Wikidata zu Wohnhaus (Ende 18. Jh.) (Q130688407)                                        | Wohnhaus (spätes 18. Jh.)                                      | G   | Läubliplatz 10 584900 / 194647         |                                                                                          |
| 435      | ja   | Datei hochladen · Wikidata zu Wohnhaus mit Geschäft (1829) (Q130688410)                                   | Wohnhaus mit Geschäft (1829)                                   | G   | Neuengasse 14 584840 / 194576          |                                                                                          |
| 753      | ja   | Datei hochladen · Wikidata zu Café am Kreuzplatz (1909) (Q130688411)                                      | Café am Kreuzplatz (1909)                                      | G   | Kreuzplatz 8 584867 / 194608           |                                                                                          |
| 774      | ja   | Datei hochladen · Wikidata zu Fabrikantenvilla (1914) (Q130688414)                                        | Fabrikantenvilla (1914)                                        | G   | Bösingenstrasse 15 584761 / 194265     |                                                                                          |
| 943      | BW   | Datei hochladen · Wikidata zu Mühle / Sägerei (18. Jh.) (Q130688415)                                      | Mühle / Sägerei (18. Jh.)                                      | G   | Mühle 12 585191 / 195580               |                                                                                          |
| 1086     | ja   | Datei hochladen · Wikidata zu Schlossstöckli (frühes 19. Jh.) (Q130688418)                                | Schlossstöckli (frühes 19. Jh.)                                | G   | Schloss 3 584982 / 194613              |                                                                                          |